# Pelidnopedilon protractum
Pelidnopedilon protractum är en skalbaggsart som först beskrevs av Bates 1879.  Pelidnopedilon protractum ingår i släktet Pelidnopedilon och familjen långhorningar.
Artens utbredningsområde är Moçambique. Inga underarter finns listade i Catalogue of Life.